# 阿波罗维多利亚剧院
阿波罗维多利亚剧院（Apollo Victoria Theatre）是一个西区剧院，位于英国伦敦西敏市威尔顿路，維多利亞車站对面。剧院开业于1930年，当时为电影院，由建筑师欧内斯特·刘易斯和威廉·爱德华·特伦特设计，采用艺术装饰风格。1981年它成为音乐剧院，首演剧目为《音乐之声》，现在则上演音樂劇《女巫前傳》，到2017年已经上演11年。
1972年6月28日，该剧院列为II*级登录建筑。